# Луций Корнелий Цина (претор 44 пр.н.е.)
Вижте пояснителната страница за други личности с името Луций Корнелий Цина.
Луций Корнелий Цина (на латински: Lucius Cornelius Cinna) e политик на късната Римска република през I век пр.н.е. и зет на Гай Юлий Цезар.
Произлиза от клон Цина на фамилята Корнелии и е син на Луций Корнелий Цина (четири пъти консул от 87 до 84 година пр.н.е.). Брат е на Корнелия Цина, която се омъжва за Гай Юлий Цезар и ражда Юлия, която се омъжва за Помпей Велики.
През 78 година пр.н.е. Луций отива при генерал Сарторий в Испания. През 73 година пр.н.е. се връща обратно в Рим. Дълго време не получава служба заради проскрипзирания си баща. По времето на Цезар, който се жени за сестра му, Луций става претор през 44 година пр.н.е. Същата година след убийството на Цезар разбунтувалата се народна тълпа убива вместо него народния трибун Гай Хелвий Цина.
Той, или другият със същото име Луций Корнелий Цина (консул 32 г. пр.н.е.), e женен за Помпея (дъщеря на Помпей Велики и Муция Терция) и има с нея син Гней Корнелий Цина Магн и дъщеря Корнелия Помпея.